# FLNC du 5-Mai
Pour les articles homonymes, voir Front de libération nationale.
Le FLNC du 5-Mai est un mouvement politique se réclamant du nationalisme corse, héritier du FLNC Canal habituel, né en 1997, qui se fonde  fin 1999 dans le nouveau FLNC : le FLNC Union des combattants. avec divers mouvements dont le FLNC Canal historique.
Certains membres du FLNC du 5-Mai continuent néanmoins à perpétrer des attentats sous le nom Clandestinu et vont aider Yvan Colonna dans sa cavale, à la suite de l'assassinat de Claude Érignac. Selon certaines sources, les actions de Clandestinu sont faites pour prouver aux anciens du FLNC Canal historique qu'ils sont assez motivés pour les rejoindre dans le cadre du FLNC Union des combattants.